# Cambie su suerte
Cambie su suerte fue un concurso de televisión, emitido por TVE en 1974, con dirección de Fernando García de la Vega y guiones de Enrique de las Casas.

## Formato
El programa constaba de dos secciones bien diferenciadas, cada una de ellas conducida por un presentador distinto. En la primera, el concursante se sometía al típico juego de preguntas y respuestas. No obstante, si así lo decidía, en un momento dado podía optar por pasar a la segunda sección, un espacio de variedades, con actuaciones musicales, en el que igualmente podía ganar dinero.

## Polémica
El programa pasó a la historia de la televisión en España, por la enorme polémica que suscitó, en la España de los últimos meses de la dictadura franquista, el escote que lució la cantante Rocío Jurado en una actuación en el plató del espacio.